# Folia Cardiologica
Folia Cardiologica (dawn. Folia Cardiologica Excerpta) – to skierowany do lekarzy kardiologów i internistów dwumiesięcznik o charakterze naukowo-edukacyjnym wydawany przez Wydawnictwo Via Medica. Redaktorem naczelnym jest prof. Beata Wożakowska-Kapłon. Zastępcą redaktora naczelnego jest prof. Jacek Kubica.
W skład rady naukowej wchodzą samodzielni pracownicy naukowi z tytułem profesora lub doktora habilitowanego z Polski oraz z zagranicy. Artykuły ukazują się w języku polskim. 

## Stałe działy
- prace oryginalne
- prace poglądowe
- młoda kardiologia
- sprawozdania

## Indeksacja
- Index Copernicus (IC)

Współczynniki cytowań:
- Index Copernicus (2009): 4,24[1]

Na liście czasopism punktowanych przez polskie Ministerstwo Nauki znajduje się w części B z sześcioma punktami.